# キオビエダシャク
キオビエダシャク（Milionia basalis）は鱗翅目（チョウ目）シャクガ科に属する蛾の一種。イヌマキの害虫として知られる。

## 分布
インド、マレー半島、台湾、日本。日本には亜種 subsp. pryeri Druce が分布する。南西諸島および九州で発生が認められるほか、四国で成虫が確認されたことがある。

## 形態

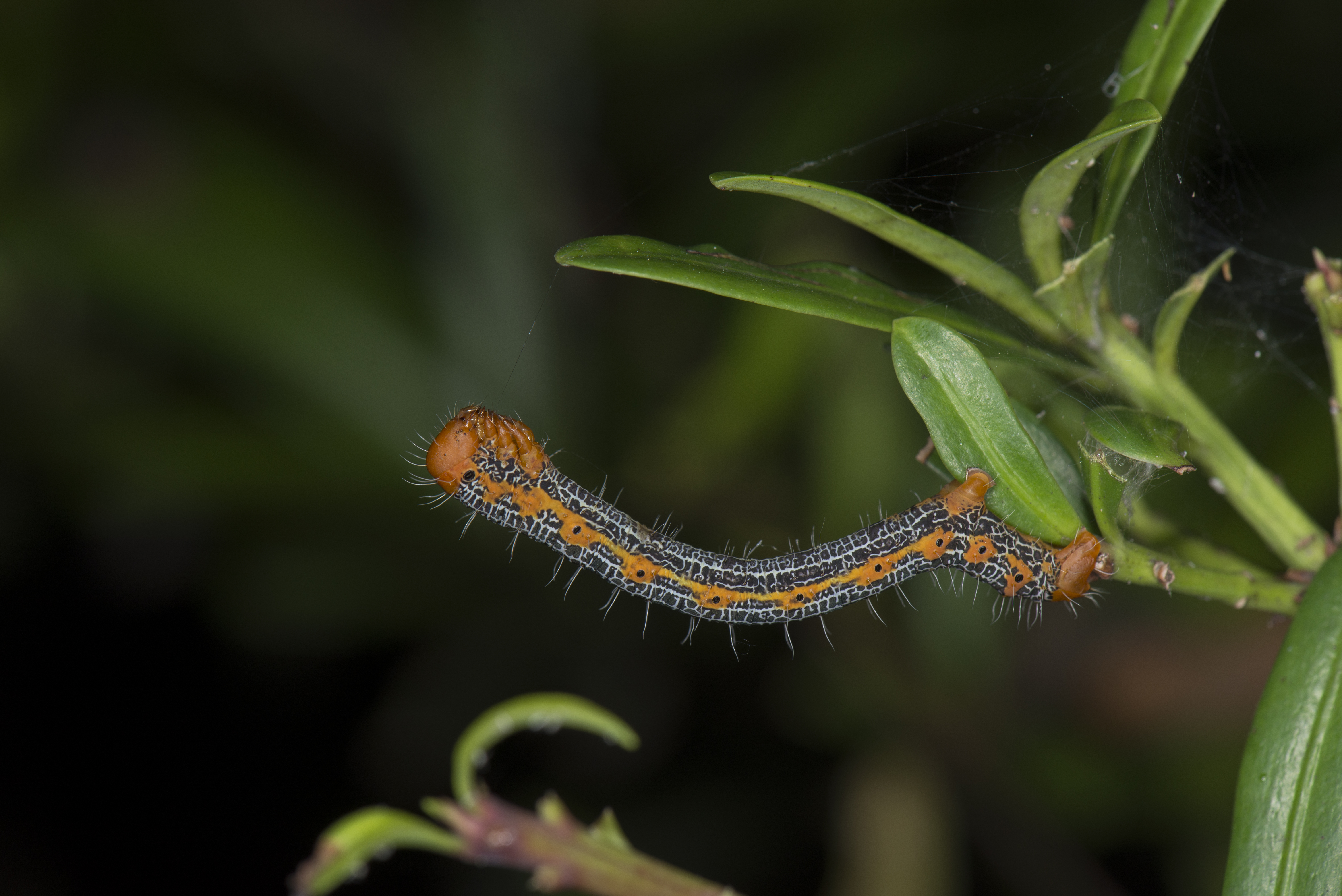
幼虫, 台湾

幼虫はシャクトリムシで、終齢時の体長は45～55mm。頭部、前胸、脚および腹脚、腹部側面、尾端の橙色が目立つ。
成虫の開帳は50～56mm。光沢を帯びた濃紺の地色に鮮やかな黄色の帯状の斑紋のある翅を有する。

## 生態
幼虫はナギ、イヌマキ、ラカンマキの葉を摂食するほか、マレーシアでは Dacridium 属（マキ科）の摂食が確認されている。振動に敏感で、振動を感知すると吐いた糸にぶら下がって植物上から離れる。また、食草から二次代謝産物のイヌマキラクトンおよびナギラクトンを取り込み、外敵に対する防御に役立てている可能性が示されている。成熟した幼虫は土中で蛹化する。
成虫は昼行性。花蜜を摂取するため、さまざまな植物に訪花する。夜間、人工の灯りにも飛来する。産卵は食草上、主に樹皮の裂け目や枝の付け根に行う。

### 人との関係
突発的に大発生し、食草を大規模に食害する傾向があり、とくに生垣や防風林などに用いられるイヌマキの害虫として重要視される。大発生時は樹皮にまで食害がおよび、被害を受けた木は枯死する。南西諸島では古くから大発生が起きていたと考えられ、1910年代からの断続的な大発生の記録が残されている。九州南部では1950年代ごろに初めて侵入・発生が確認されたが、当時の侵入個体群は数年で絶滅したとされる。その後、再度侵入した個体群は近年、不安定ながら継続した発生が認められている。沖縄および九州南部では最大で年4回の発生が可能であることが明らかになっているが、九州南部では、本来南方系である本種の発育調整メカニズムが気候に適応できておらず、成虫越冬ができないにもかかわらず冬に羽化する個体が出るなどの不安定な季節消長が見られる。